# Abu Zayd al-Hilali
Abū Zayd Salāma ibn Rizq al-Hilālī (XI secolo – XI secolo) è stato un condottiero arabo.
Fu a capo della tribù dei Banu Hilal durante la migrazione di quest'ultima dall'Arabia all'Egitto, ove è ricordato come eroe nazionale.